# Koniusza (gemeente)
De gemeente Koniusza is een landgemeente in het Poolse woiwodschap Klein-Polen, in powiat Proszowicki.
De zetel van de gemeente is in Koniusza.
Op 30 juni 2004 telde de gemeente 8669 inwoners.

## Oppervlakte gegevens
In 2002 bedroeg de totale oppervlakte van gemeente Koniusza 88,5 km², waarvan:
- agrarisch gebied: 91%
- bossen: 2%

De gemeente beslaat 21,35% van de totale oppervlakte van de powiat.

## Demografie
Stand op 30 juni 2004:
| Omschrijving                   | Totaal | Totaal | Vrouwen | Vrouwen | Mannen | Mannen |
| ------------------------------ | ------ | ------ | ------- | ------- | ------ | ------ |
| eenheid                        | aantal | %      | aantal  | %       | aantal | %      |
| inwoners                       | 8669   | 100    | 4368    | 50,4    | 4301   | 49,6   |
| bevolkingsdichtheid (inw./km²) | 98     | 98     | 49,4    | 49,4    | 48,6   | 48,6   |

In 2002 bedroeg het gemiddelde inkomen per inwoner 1186,8 zł.

## Administratieve plaatsen (sołectwo)
Biórków Mały, Biórków Wielki, Budziejowice, Chorążyce, Czernichów, Dalewice, Glew, Glewiec, Gnatowice, Górka Jaklińska, Karwin, Koniusza, Łyszkowice, Muniaczkowice, Niegardów, Niegardów-Kolonia, Piotrkowice Małe, Piotrkowice Wielkie, Polekarcice, Posądza, Przesławice, Rzędowice, Siedliska, Szarbia, Wąsów, Wierzbno, Wroniec, Wronin, Zielona.

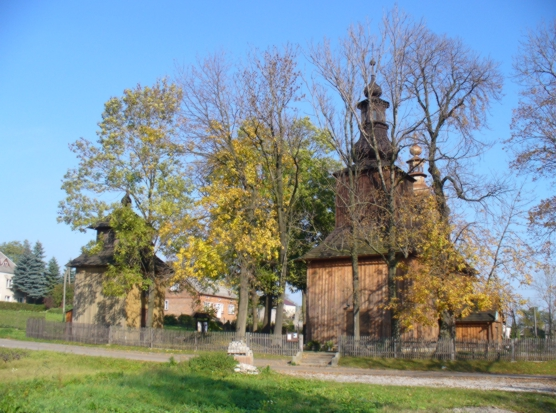
Biórków Wielki
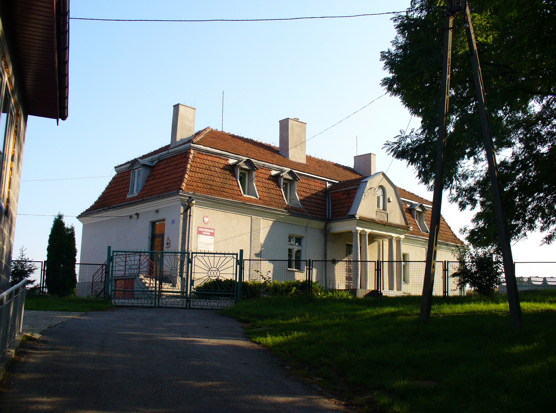
Karwin
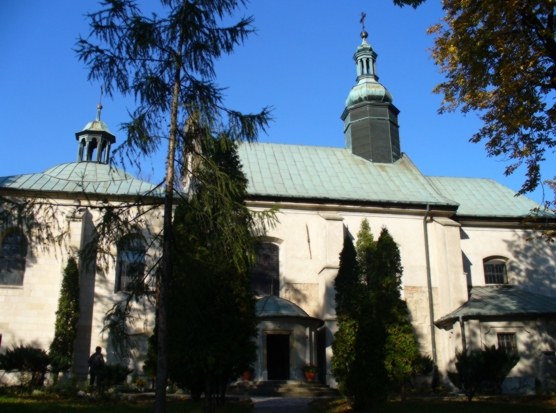
Koniusza
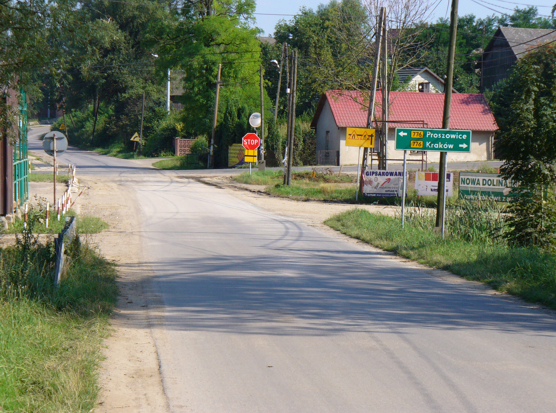
Posądza
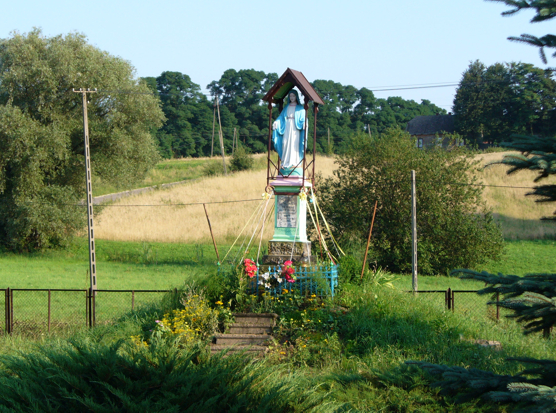
Szarbia
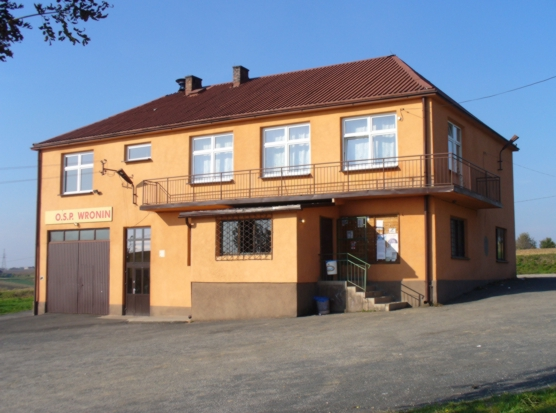
Wronin
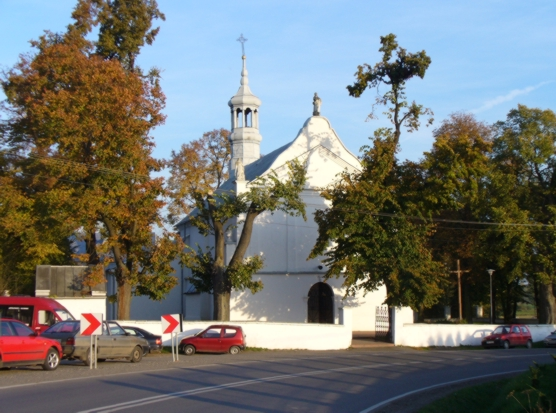
Niegardów

## Aangrenzende gemeenten
Igołomia-Wawrzeńczyce, Kocmyrzów-Luborzyca, Kraków, Proszowice, Radziemice, Słomniki